# تشارلز ستون
تشارلز ستون (1866 في أستراليا - 9 يناير 1903 في نيوزيلندا) (بالإنجليزية: Charles Stone)‏ هو لاعب كريكت نيوزلندي.

## وصلات خارجية
- تشارلز ستون على موقع إي آس بي آن كريك إنفو (الإنجليزية)